# Сове, Борис Иванович
Борис Иванович Сове (фин. Boris Sove; 21 декабря 1899 [2 января 1900], Выборг, Великое княжество Финляндское — 15 августа 1962, Хельсинки, Финляндия) — профессор богословия, библеист и литургист, специалист по истории византийского богослужения и церковной гимнографии.

## Биография
Родился 21 декабря 1899 (2 января 1900 год)а в Выборге, в Великом княжестве Финляндском в купеческой семье. С 1909 года прислуживал при богослужениях, совершаемых епископом Выборгским и Финляндским Сергием (Страгородским).
Окончил Выборгское реальное училище. В 1920 году окончил Петроградский технологический институт и в том же году эмигрировал во Францию.
С 1925 года обучался в Свято-Сергиевском богословском институте в Париже, который окончил 1928 году, получив степень кандидата богословия I степени. Был оставлен в институте профессорским стипендиатом по кафедре Священной истории Ветхого Завета и древнееврейского языка. По направлению от института с 1928 по 1931 годы обучался в аспирантуре Оксфордского университета, где 14 февраля 1931 года защитил диссертацию «Эсхатология книги Иова» с присвоением степени бакалавра богословия.
С 1931 по 1939 годы — доцент Свято-Сергиевского богословского института по кафедре Священной истории Ветхого Завета и древнееврейского языка. Являлся членом братства Святой Софии. В 1936 году представил свои «Тезисы по Священному Писанию Ветхого Завета» на I Конгрессе православных богословов, проходившем в Афинах. Документ содержал 6 пунктов необходимых преобразований в православной герменевтике.
С 1939 года проживал в Хельсинки, где с 1941 по 1962 годы состоял заведующим Славянским отделом (Slavica) в библиотеке Хельсинкского университета, являясь членом Покровского прихода Финляндского благочиния Московского Патриархата и с 1952 года — членом Комиссии по исправлению богослужебных текстов Финляндской архиепископии Константинопольского Патриархата.
Скончался 15 августа 1962 года в Хельсинки и погребён на православном кладбище в районе в Лапинлахти.